# 22 janvier 1949
Le samedi 22 janvier 1949 est le 22e jour de l'année 1949.

## Naissances
- Abdel Rahman Shalgham, homme politique libyen
- Dragan Malesevic Tapi (mort le 29 octobre 2002), peintre serbe
- Eduardo Dockendorff, architecte chilien
- Jadwiga Szosler-Wilejto, archère polonaise
- Marc Fraysse, personnalité politique française
- Michèle Bellon, ingénieure française
- Samta Benyahia, artiste franco-algérienne
- Steve Perry, chanteur américain

## Décès
- Henry Slocum (né le 28 mai 1862), joueur de tennis américain
- Jammy Schmidt (né le 16 novembre 1872), personnalité politique française

## Événements
- Prise de Pékin par les communistes chinois.